# Danny Care
Daniel Stuart Care (Leeds, 2 gennaio 1987) è un ex rugbista internazionale per l'Inghilterra, che ha legato quasi tutta la sua carriera professionistica con l'Harlequins nel ruolo di mediano di mischia.
Con la squadra nazionale ha disputato 100 incontri e due edizioni della Coppa del Mondo.

## Biografia
Nato Daniel Stuart Care e originariamente calciatore nelle giovanili dello Sheffield Weds nel ruolo di attaccante, veniva impiegato poco dal suo allenatore, che lo considerava troppo esile. A 15 anni, dopo un incontro con i pari categoria del Manchester Utd. nel corso del quale fu lasciato in panchina per l'ennesima volta, decise di lasciare lo Sheffield per continuare a giocare a calcio in un locale club; l'anno successivo passò al rugby ed entrò nelle giovanili dell'Otley, per poi passare nel 2003 al Leeds Tykes.
All'inizio della stagione successiva Care esordì in prima squadra; singolarmente, debuttò prima in Europa che nel campionato domestico; nonostante l'infortunio rimediato proprio nella sua prima gara ufficiale, il Leeds lo mise sotto contratto da professionista nel dicembre 2004.
Il debutto in Premiership avvenne quasi un anno più tardi, nel settembre 2005 contro i Saracens. Nella sua unica stagione al Leeds mise a segno comunque 2 mete.
Dal 2006, a seguito dei mancati rinnovi dei giocatori dopo la retrocessione del Leeds, Danny Care milita nei londinesi Harlequins; all'epoca già era membro della selezione inglese U-21 che prese parte alla Coppa del Mondo di categoria; a metà gennaio 2007 fu nominato capitano dell'Inghilterra U-20 in occasione del Sei Nazioni riservato a quella fascia d'età. L'inizio della stagione 2007-08 vide Care giocarsi le sue chance di ben figurare da titolare, stante l'indisponibilità dei titolari Andy Gomarsall e Steven So'oialo impegnati nella Coppa del Mondo di rugby 2007 rispettivamente con Inghilterra e Figi. L'inizio fu positivo ma un infortunio alla caviglia lo tenne fuori dal campo per 5 settimane, poi, complice il rientro di Gomarsall e So'oialo, Care ebbe poche possibilità di mettersi in vista, eccezion fatta per gli incontri europei e della Coppa Anglo-Gallese. Tuttavia ciò non gli precluse la convocazione negli England Saxons a gennaio 2008 e la disputa del Sei Nazioni di categoria, nel quale debuttò a Ragusa per l'incontro che vide l'Inghilterra prevalere sull'Italia "A" 38-15 subentrando a Paul Hodgson.
Le buone prestazioni internazionali indussero il C.T. della Nazionale maggiore Brian Ashton a preconvocare Care per gli incontri del Sei Nazioni senior contro Scozia e Irlanda, ma non fu utilizzato: la prima maglia con l'Inghilterra maggiore, benché non ufficiale, giunse in un incontro con i Barbarians. Infine, del maggio 2008 fu la convocazione da parte di Ashton per il tour in Nuova Zelanda del giugno successivo. Nel 2011 si aggiudicò con la Nazionale inglese il Sei Nazioni poi, con gli Harlequins, vinse la Challenge Cup battendo in finale a Cardiff lo Stade Français. Inizialmente prescelto da Martin Johnson per la Coppa del Mondo di rugby 2011, un incidente ad agosto lo escluse dai possibili selezionati favorendo così la convocazione, in sua vece, di Joe Simpson.
Nella stagione successiva vinse, ancora con l'Harlequins, il campionato inglese battendo Leicester nella finale di Twickenham; fu il primo titolo di campione d'Inghilterra sia per Care che per il suo club.
Dopo il prolungamento di contratto fino al 2015. Nel 2012-13 conobbe la sua miglior stagione a livello individuale, guidando i Quins in Premiership e nella Heineken Cup con 12 mete segnate e 63 punti totali.
Due anni dopo prese parte alla Coppa del Mondo di rugby 2015 dove scese in campo solamente nella partita con l'Uruguay vinta per 60-3.
Nel 2016 fu convocato per il Sei Nazioni in cui conquistò il Grande Slam.
Al 2023 vanta 62 presenze internazionali con l'Inghilterra, con 8 mete segnate e 49 punti totali.
A distanza di 5 anni dal suo più recente incontro internazionale, il C.T. dell'Inghilterra lo inserì nella rosa della squadra per la Coppa del Mondo 2023 in Francia.
Nel 2009 Care, noto anche con l'acronimo di DC e il soprannome di Care Bear, prestò il suo volto e il suo corpo a una campagna di sensibilizzazione sul rischio di cancro prostatico e testicolare, posando nudo per la pubblicità commissionata a tale scopo dall'associazione Everyman. Nel 2011 posò nudo per il calendario Rugby Finest.
Al termine della stagione di Premiership 2024-25 Care annunciò il suo ritiro dall'attività agonistica dopo 19 stagioni nel club londinese; un anno prima aveva anche annunciato il suo ritiro internazionale.

## Palmarès
- Premiership: 2
Harlequins: 2011-12, 2020-21
- Challenge Cup: 1
Harlequins: 2010-11